# وزير من دون حقيبة وزارية
تعبير وزير بلا حقيبة وزارية يعني إما وزير في الحكومة مع عدم وجود مسؤوليات محددة له أو وزير لا يرأس وزارة معينة. يعتبر هذا المنصب شائعا في البلدان التي تحكمها حكومات ائتلافية، ومجلس الوزراء له سلطة اتخاذ القرار حيث الوزير بدون حقيبة قد لا يرأس أي مكتب أو وزارة، ولكن لديه الحق في الإدلاء بصوته في قرارات مجلس الوزراء. أما في البلدان التي لا تتألف السلطة التنفيذية فيها من ائتلاف حزبي، وبشكل أوضح في البلدان ذات الأنظمة الرئاسية البحتة، مثل الولايات المتحدة فلا يشيع وجود منصب الوزير بلا حقيبة.

## هولندا
وزير بدون حقيبة في هولندا هو الوزير الذي لا يترأس وزارة محددة لكن يفترض أن يكون له نفس سلطة ومسؤوليات الوزير. والوزير مسؤول عن جزء معين من مجال سياسة وزير آخر، وبهذا المعنى فإن الوزير بدون حقيبة مشابه ل(وزير صغير staatssecretaris) في السياسة الهولندية الذي يقع أيضاً في إطار وزارة أخرى ومسؤول عن جزء معين من مجال سياسة وزير آخر. ومع ذلك فالفرق بين وزير ووزير بدون حقيبة وزارية هو حقيقة أن وزير بلا حقيبة عضو في مجلس الوزراء العام، ويمكنه التصويت فيه، في حين أن وزير الدولة ليس كذلك. فقد كان وزير التعاون الإنمائي (التنمية الدولية) دائماً وزيراً بدون حقيبة.
وفي وزارة بالكننده الثانية كان هناك ثلاثة وزراء بدون حقيبة: أخنيس فان اردين (التعاون الإنمائي)، ريتا فيردونك (التكامل والهجرة)، وألكسندر بيختولد (الإصلاح الحكومي وعلاقات المملكة).
وفي وزارة بالكننده الرابع كان هناك ثلاثة وزراء بدون حقيبة: إيبرهارد فان دير لان (الإسكان والأحياء والتكامل)، بيرت كويندرز (التعاون الإنمائي) وأندريه روفوت، نائب رئيس الوزراء وزير الشباب والأسرة.